# Courtney Heeley
Courtney Heeley (* 18. März 1992 in Phoenix, Arizona) ist eine US-amerikanische Beachhandballspielerin auf der Position der vorrangig in der Offensive eingesetzten linken Flügelspielerin, alternativ als Specialist oder Linienspielerin, Nationalspielerin ihres Landes ist.

## Ausbildung und sportliche Karriere vor dem Handball
Courtney Heeley spielte zunächst Softball, Volleyball und Fußball. Sie machte ihren High-School-Abschluss an der Greenway High School in Glendale. Danach bezog sie von 2010 bis 2014 zunächst die University of Illinois at Chicago, wo sie nicht nur Marketing studierte und ihren Bachelor-Abschluss erwarb, sondern auch vier Jahre für das UIC Softball Team, die Flames in der Missouri Valley Conference spielte und 2011 den Titel in der Horizon League Conference gewann sowie 2014 als beste Defensivspielerin ins All-Star-Team gewählt wurde. Anschließend ging sie noch für ein Jahr bis 2015 an die Auburn University in Auburn, Alabama. Den Wechsel nach Auburn vollzog sie nach der Aufnahme in das nationale Handball-Programm 2014, weil Auburn einer der Handball-Stützpunkte der USA ist. Seit 2015 arbeitete sie zunächst in Auburn und anschließend von 2016 bis 2020 in Phoenix bei Unternehmen der Medizin-Software. Seit 2022 arbeitet sie für eine Online-Klinik in San Francisco.

## Handball- und Beachhandball-Karriere
Heeley begann erst nach ihrer Rekrutierung für das Nationalmannschaftsprogramm damit am Stützpunkt in Auburn Handball zu erlernen. Schon Jahr darauf hatte sie den Anschluss an die Nationalmannschaft geschafft und gehörte für die Handball-Panamerikameisterschaft der Frauen 2015 zum erweiterten Aufgebot, schaffte es aber nicht in die endgültige Turniermannschaft. Erfolgreicher ist sie im Beachhandball. Seit 2018 ist Heeley, die wie der Großteil der US-Auswahlmannschaft mittlerweile für den Los Angeles THC aufläuft, zuvor für Atlanta Beach Handball, hier Teil der US-Beachhandball-Nationalmannschaft. Bei ihrem ersten Turnier, der letztmals ausgetragenen Panamerikameisterschaften 2018 in Oceanside in Kalifornien verlief noch recht wenig erfolgreich, hinter den meisten Mannschaften Südamerikas und auch Mexikos platzierte sich die Mannschaft bei acht teilnehmenden Teams auf den sechsten Rang. Dennoch konnte die Mannschaft anschließend das erste Mal an den noch im selben Jahr ausgetragenen Weltmeisterschaften teilnehmen und wurde dort 14. 2019 folgten mit weitaus mehr Erfolg die erstmals ausgetragenen Nordamerika- und Karibikmeisterschaft in Chaguanas auf Trinidad und Tobago, gewann Heeley mit ihrer Mannschaft im Finale gegen Mexiko den Titel. Mit der Platzierung bei den kontinentalen Meisterschaften war auch die Qualifikation zu den World Beach Games 2019 in Doha erreicht worden. In Katar wurde sie mit ihrer Mannschaft Zehnte.
Danach dauerte es aufgrund der Corona-Pandemie bis 2022, dass Heeley zu weiteren Einsätzen im Nationaldress kam. Bei den Nor.Ca. Beach Handball Championships 2022 in Acapulco erreichten die USA wie schon 2019 das Finale gegen Mexiko, unterlag mit ihrer Mannschaft den Nachbarinnen aus dem Süden aber vor deren Heimpublikum. Die Qualifikation zu den Weltmeisterschaften 2022 in Iraklio auf Kreta gelang indes ohne größere Probleme. In Griechenland zogen die USA dank eines Sieges über Vietnam nach der Vorrunde in die Hauptrunde ein, wo allerdings alle weiteren Spiele verloren wurden und die USA somit die Qualifikation für das Viertelfinale verpassten. Nach einer Niederlage gegen Ungarn und einem Sieg über Australien spielte die US-Mannschaft zum Abschluss erneut gegen Vietnam um den 13. Platz, unterlag dieses Mal aber im Shootout. Für die World Games in Birmingham (Alabama) war die US-Mannschaft als Gastgeber automatisch qualifiziert. Auch dieses Turnier wurde noch von der Pandemie überschattet, von den acht qualifizierten Teams konnten Dänemark und Vietnam nicht antreten. Durch Siege über Australien und Mexiko konnten sich die Spielerinnen der Vereinigten Staaten in der Jeder-gegen-Jeden-Vorrunde als Tabellenvierte für das Halbfinale qualifizieren. Dort erwiesen sich aber die amtierenden Weltmeisterinnen aus Deutschland ebenso als zu stark wie die Mannschaft Argentiniens im Spiel um die Bronzemedaille. Heeley bestritt alle sieben möglichen Spiele und erzielte 34 Punkte. Damit war sie hinter Christine Mansour, Ashley Van Ryn und Renee Snyder die viertbeste Torschützin ihrer Mannschaft, die eine recht strikte Trennung zwischen Offensive und Defensive spielte. Während ihre acht Vorlagen den siebtbesten Wert aller Turnierteilnehmerinnen bedeuteten, waren die 26 Ballverluste ein negativer Spitzenwert und bedeuteten fast vier Ballverluste pro Spiel.
Neben Ashley Van Ryn war Heeley die einzige Spielerin der US-Nationalmannschaft, die von 2018 bis 2022 bei allen sieben Turnierteilnahmen zum Aufgebot der USA gehörte.

## Erfolge
| World Games - 2022: 4. World Beach Games - 2019: 10. Weltmeisterschaften - 2018: 14. - 2022: 14. | Panamerikameisterschaften - 2018: 6. Nordamerika- und Karibikmeisterschaften - 2019: 1. - 2022: 2. |

## Belege und Anmerkungen
1. ↑  Former UIC Softball Player Courtney Heeley Joins USA Team Handball. Abgerufen am 22. Januar 2023 (englisch).
2. ↑  Gorman Named to All-Tournament Team. Abgerufen am 22. Januar 2023 (englisch).
3. ↑  Former Flame selected for women’s national handball team | UIC Today. Abgerufen am 22. Januar 2023.
4. ↑  Courtney Heeleys Linkedin-Profil
5. ↑  handball-world: USA announced team for the Women`s Pan American Championships. Abgerufen am 22. Januar 2023 (englisch).
6. ↑  Beach Handball - United States vs Argentina | Women's Group A Match | ANOC World Beach Games 2019. Abgerufen am 12. August 2022 (deutsch).
7. ↑  2022 NACHC Beach Handball Championship Match & Streaming Info - Updated Results. In: teamusa.org. USA Team Handball, 25. April 2022, abgerufen am 27. Januar 2023 (englisch).
8. ↑  IHF | USA men and Mexico women celebrate continental beach handball titles. Abgerufen am 12. August 2022.
9. ↑  IHF | USA's 'Self' promotion on the sand. Abgerufen am 12. August 2022.
10. ↑  IHF | Debutants USA storm into last four on home sand in Birmingham. Abgerufen am 12. August 2022.
11. ↑  Steve Irvine | 07.16.22: U.S. Beach Handball teams fail to medal but make progress in World… Abgerufen am 12. August 2022 (amerikanisches Englisch).

| Personendaten    | Personendaten                                         |
| ---------------- | ----------------------------------------------------- |
| NAME             | Heeley, Courtney                                      |
| KURZBESCHREIBUNG | US-amerikanische Handball- und Beachhandballspielerin |
| GEBURTSDATUM     | 18. März 1992                                         |
| GEBURTSORT       | Phoenix, Arizona, Vereinigte Staaten                  |